# Couladin
Couladin is, in de 12-delige fantasy serie Het Rad des Tijds geschreven door Robert Jordan, de omstreden leider van de Shaido, een van de twaalf stammen van de Aiel.
Couladin trachtte leiding te krijgen over de Shaido-stam, hoewel hij de 'heilige stad' Rhuidean niet had mogen betreden van de Aiel-wijzen. Dit leidde tot verdeeldheid tussen de Shaido en de verschillende andere stammen. De Shaido sloten zich niet meteen bij de Herrezen Draak Rhand Altor, maar bestreden hem juist fel. Omdat de Verzaker Sammael Couladin met dezelfde tekenen markeerden als Rhand Altor, volgden de Shaido hem als de ware Car'a'carn van de Aiel.
Couladin leidde de Shaido over de Rug van de Wereld, met Rhand en zes stammen achter zich. Onder zijn leiding veroverden en verwoestten de Shaido een groot deel van de natie Cairhien, waarna de stam het beleg sloeg voor de stad Cairhien. De voorwijken (genaamd Voorpoort) van de stad gingen in vlammen op, en verschillende keren wisten de Shaido de stad bijna te nemen. Ten slotte arriveerde Rhand Altor tezamen met 'zijn' Aiel-stammen in Cairhien, en versloeg de Shaido met kennis over de veldslag van Mart Cauton, die zelf Couladin doodde op het slagveld.
Na de dood van hun leider werden ongeveer 20.000 Shaido gevangengenomen, en vele andere vluchten noordelijk over de rivieren.